# Clásico Miguel Cané
El Clásico Miguel Cané es una carrera clásica para potrillos que se disputa en el Hipódromo Argentino de Palermo, sobre 1600 metros de pista de arena y convoca exclusivamente a machos de 3 años. Está catalogado como un certamen de Grupo 2 en la escala internacional y dentro del calendario del proceso selectivo es tradicionalmente la principal carrera preparatoria del Gran Premio Polla de Potrillos.
Se disputa regularmente en el mes de agosto y lleva su nombre en homenaje al escritor y político argentino Miguel Cané, uno de los socios fundadores del Jockey Club Argentino, presidente de dicha institución en 1894. 
Su equivalente para hembras es el Clásico General Luis María Campos.

## Últimos ganadores del Cané
| Año  | Ganador             | País | Jockey              | País | Padre          | País | Madre          | País | Criador                                            | Caballeriza           | Colores            |
| ---- | ------------------- | ---- | ------------------- | ---- | -------------- | ---- | -------------- | ---- | -------------------------------------------------- | --------------------- | ------------------ |
| 2019 | Amiguito Calificado |      | Juan Carlos Noriega |      | Orpen          |      | Luz de Neon    |      | Haras Don Nico                                     | Haras y Stud Don Nico | Horse racing silks |
| 2018 | Accionador          |      | Gustavo Calvente    |      | E Dubai        |      | Acepticada     |      | Haras La Esperanza                                 | Le Fragole            | Horse racing silks |
| 2017 | Amiguito Ciro       |      | Juan Carlos Noriega |      | Mutakddim      |      | Farnecita      |      | Haras Don Nico                                     | Haras y Stud Don Nico | Horse racing silks |
| 2016 | Le Ken              |      | Juan Cruz Villagra  |      | Easing Along   |      | Le Yaca        |      | Haras Cachagua y Pozo de Luna                      | Pozo de Luna          | Horse racing silks |
| 2015 | Phelps              |      | Gustavo Calvente    |      | Exchange Rate  |      | Película       |      | Fiadora S.A., Jorge Brunfman y Beatriz B. de Stein | R.L.A.                | Horse racing silks |
| 2014 | Macro Access        |      | Altair Domingos     |      | Equal Stripes  |      | Marciana       |      | Haras Abolengo                                     | RDI                   | Horse racing silks |
| 2013 | Cooptado            |      | Altair Domingos     |      | Equal Stripes  |      | Coordinada     |      | Haras Abolengo                                     | Los de Areco          | Horse racing silks |
| 2012 | Indy Point          |      | Gonzalo Hahn        |      | Indygo Shiner  |      | Red Point      |      | Felipe Lovisi                                      | Gus-May-Fer           | Horse racing silks |
| 2011 | Todo Un Amiguito    |      | Juan Cruz Villagra  |      | Mutakddim      |      | Yankee Star    |      | Carlos Monayer                                     | Haras y Stud Don Nico | Horse racing silks |
| 2010 | Es Corino           |      | Edwin Talaverano    |      | Espaciado      |      | Potricorina    |      | Haras Vadarkblar                                   | El Comité             | Horse racing silks |
| 2009 | Quartier Latin      |      | Rodrigo Blanco      |      | Orpen          |      | Queen's Bench  |      | Haras Orilla del Monte                             | El Gusy               | Horse racing silks |
| 2008 | Don Vélez           |      | Julio César Méndez  |      | Ride The Rails |      | Vacancy Girl   |      | Haras San Benito                                   | San Benito            | Horse racing silks |
| 2007 | Ilusor              |      | Gustavo Calvente    |      | Parade Marshal |      | Ilusora        |      | Haras Vacación                                     | Aladino               | Horse racing silks |
| 2006 | Dancing For Me      |      | Fernando Lemma      |      | Lucky Roberto  |      | Malefique      |      | Haras Arroyo de Luna                               | Ana Ruth              | Horse racing silks |
| 2005 | Gold For Sale       |      | Gustavo Calvente    |      | Not For Sale   |      | Lava Gold      |      | Haras Arroyo de Luna                               | Ana Ruth              | Horse racing silks |
| 2004 | Urquell             |      | Julio César Méndez  |      | Roy            |      | United Nations |      | Haras La Providencia                               | La Providencia        | Horse racing silks |
| 2003 | Little Jim          |      | Juan Carlos Noriega |      | Roar           |      | Clavija        |      | César Pasarotti                                    | F.F.C.                | Horse racing silks |
| 2002 | Equal Stripes       |      | Miguel Sarati       |      | Candy Stripes  |      | Equity         |      | Haras Abolengo                                     | Parapokos             | Horse racing silks |
| 2001 | Insociable          |      | Rubén Laitán        |      | Intérprete     |      | Consociada     |      | Creole Investments Argentina                       | Doña Pancha           | Horse racing silks |
| 2000 | Tapatío             |      | Fabián Rivero       |      | Candy Stripes  |      | Tenacita       |      | Haras Las Ortigas                                  | U.A.                  |                    |
| 1999 | Litigado            |      | Pablo Falero        |      | Kitwood        |      | Licitada       |      | Haras Vacación                                     | Vacación              | Horse racing silks |
| 1998 | Chevillard          |      | Jacinto Herrera     |      | Southern Halo  |      | Charme         |      | Haras La Quebrada                                  | Las Telas             | Horse racing silks |
| 1997 | Spring Halo         |      | Juan José Paulé     |      | Southern Halo  |      | Spring Light   |      | Haras Las Matildes                                 | Matty                 | Horse racing silks |
| 1996 | Marinero Toss       |      | Juan José Paulé     |      | Egg Toss       |      | Ma Sirene      |      | Haras La Biznaga                                   | Padaro                | Horse racing silks |
| 1995 | Passion Lead        |      | Pablo Falero        |      | Potrillazo     |      | Potentilla     |      | Haras San José del Socorro                         | San José del Socorro  | Horse racing silks |